# Asterolasia correifolia
Asterolasia correifolia là một loài thực vật có hoa trong họ Cửu lý hương. Loài này được (A.Juss.) Benth. mô tả khoa học đầu tiên năm 1863.